# Tricentra euriopis
Tricentra euriopis är en fjärilsart som beskrevs av Dyar 1914. Tricentra euriopis ingår i släktet Tricentra och familjen mätare. Inga underarter finns listade i Catalogue of Life.